# 加藤新太郎
加藤 新太郎（かとう しんたろう　1950年5月28日 - ）は、日本の元裁判官、弁護士、法学者。アンダーソン・毛利・友常法律事務所顧問。東京高等裁判所部総括判事や、中央大学大学院法務研究科教授を務めた。2021年瑞宝重光章受章。

## 人物
愛知県岡崎市出身。愛知県立岡崎高校、名古屋大学法学部卒業。博士（法学）（名古屋大学）。東京高等裁判所部総括判事を経て、退官後弁護士登録し、中央大学大学院法務研究科教授及びアンダーソン・毛利・友常法律事務所顧問に就任。
「別紙を蔑視しないこと」との題名や、「柵の問題だけに良い策がないか模索中だ。」との発言など、ダジャレを好む。

## 経歴
- 1969年 愛知県立岡崎高等学校卒業
- 1973年 名古屋大学法学部卒業
- 1973年 司法修習生27期（名古屋）
- 1975年 東京地方裁判所判事補任官
- 1977年 ワシントン州立大学法科大学院客員研究員
- 1978年 名古屋家庭裁判所判事補
- 1980年 最高裁判所事務総局総務局付判事補
- 1983年 大阪地方裁判所判事補
- 1985年 大阪地方裁判所判事
- 1986年 釧路地方裁判所・釧路家庭裁判所判事
- 1988年 司法研修所第2部教官（民事裁判科目担当）
- 1989年 法務省司法試験考査委員
- 1992年 司法研修所事務局長、名古屋大学博士（法学）
- 1998年 東京地方裁判所部総括判事（民事28部）
- 2001年 司法研修所第1部上席教官（裁判官研修担当）、内閣司法制度改革推進本部法曹養成検討会委員
- 2002年 文部科学省大学設置・学校法人審議会専門委員
- 2004年 独立行政法人大学評価・学位授与機構法科大学院認証評価委員会委員
- 2005年9月 新潟地方裁判所長
- 2007年5月 水戸地方裁判所長
- 2009年4月 東京高等裁判所部総括判事（民事22部）、第一東京弁護士会綱紀委員会委員
- 2014年11月 東京高等裁判所民事長官代行
- 2015年3月 依願退官、日本司法書士連合会量定審査委員会委員[3]
- 2015年4月 中央大学専門職大学院法務研究科教授[3]
- 2015年7月 弁護士登録、アンダーソン・毛利・友常法律事務所顧問[4]
- 2016年 仲裁ADR法学会理事[3]
- 2021年 中央大学法科大学院フェロー[3]
- 2021年11月 瑞宝重光章受章[5]
- 2022年 東京都立大学法科大学院非常勤講師、日本大学大学院法務研究科非常勤講師[3]

大学時代は大塚仁のゼミに加わったという。論文執筆活動もあり、1992年には、論文「弁護士役割論」で母校名古屋大学から博士（法学）の学位を取得している。

## 判決
- 2000年5月30日東京地裁 - 池田大作に対する訴権の濫用。訴権の濫用により原告側の請求を却下。控訴も棄却、上告も棄却・不受理により判決が確定。
- 2001年4月11日東京地裁 - 大隈講堂での江沢民講演出席者名簿を早稲田大学が捜査機関に提出した早稲田大学江沢民講演会名簿提出事件に対してプライバシー権侵害を理由とした学生が提起した損害賠償請求を棄却、高裁で破棄

## 著編書
- 『弁護士役割論』（弘文堂、1992年、新版2000年）
- 『手続裁量論』（弘文堂、1996年)
- （塚原朋一・園尾隆司・柳田幸三との共編）『新民事訴訟法の理論と実務』（ぎょうせい、1997年)
- （小島武司・那須弘平との共著）『民事模擬裁判のすすめ 』（有斐閣、1998年）
- 『民事尋問技術』（ぎょうせい、1996年、新版1999年)
- （田尾桃二との共編）『民事事実認定』（判例タイムズ社、1999年）
- 『民事訴訟審理』（判例タイムズ社、2000年）
- 『民事司法展望』（判例タイムズ社、2002年）
- 『簡裁民事事件の考え方と実務 』（民事法研究会、2002年、第3版2005年）
- （秋山幹男・伊藤眞・高田裕成・福田剛久・山本和彦との共著）『コンメンタール民事訴訟法I・II・III』（日本評論社、I・II2002年、第2版2006年、 III2008年）
- （細野敦との共著）『要件事実の考え方と実務』（民事法研究会、2002年、第2版2006年）
- （小島武司・伊藤眞・田中成明との共著）『法曹倫理』（有斐閣、2004年、第2版2006年）
- 『ゼミナール裁判官論』（第一法規、2004年）
- （大江忠・山本和彦との共編）『手続裁量とその規律―理論と実務の架橋をめざして』（有斐閣、2005年）
- 『コモン・ベーシック弁護士倫理』（有斐閣、2006年）
- （伊藤眞との共編）『［判例から学ぶ］民事事実認定』（有斐閣、2006年）
- （伊藤眞・山本和彦との共著）『民事訴訟法の論争』（有斐閣、2007年）
- （加藤雅信との共著）『現代民法学と実務-気鋭の学者たちの研究のフロンティアを歩く　上中下』（判例タイムズ社、2008年）
- （能見善久との共編）『論点体系判例民法（全10巻）』（第一法規出版、2009年）